# ウォーレル・デイン
ウォーレル・デイン(Warrel Dane, 1961年3月7日 - 2017年12月13日)は、アメリカ合衆国出身のボーカリスト、ミュージシャン。
同国のヘヴィメタル・バンド「サンクチュアリ」及び「ネヴァーモア」のボーカリストとして知られ、ソロも並行して活動している。

## 略歴

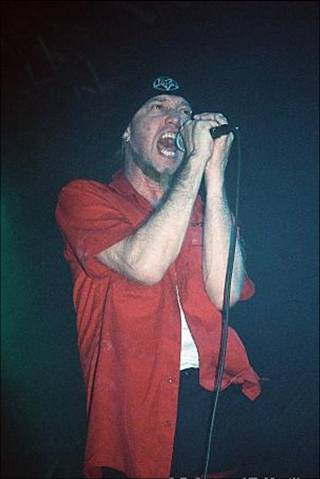
ネヴァーモア時代のウォーレル (2005年)

1980年代初頭に地元シアトルで「Serpents Knight」というバンドのボーカリストとして活動していた。
1983年、インディーズレーベルから、同バンドでアルバムデビュー。
1985年、同地でヘヴィメタル・バンド「サンクチュアリ」を結成。1987年にメジャーデビューを果たす。
1992年、サンクチュアリが解散。同年「ネヴァーモア」を結成し、中心として活動。
2008年、初のソロアルバム『Praises to the War Machine』を発表。
2010年、再結成したサンクチュアリの活動を優先し、ネヴァーモアの活動は翌年に停止した。
2017年12月13日、ソロ・アルバム作成のために滞在していたブラジル、サンパウロで心臓発作を起こし死去。サンクチュアリのFacebookも訃報を伝えた。享年56。

## 人物
かつて5年ほどオペラ歌手としてトレーニングを受けていたこともあり、その声域は彼を教えていた講師によると5～6オクターブあるとの事。通常は独特のバリトンで歌う事が多い。
サンクチュアリ再結成にあたり、ネヴァーモアではほとんど使用してこなかった高音域を取り戻すために再びヴォイストレーニングを受けたことを明かしている。
所属バンドでのソングライティングも担当しており、歌詞の多くは宗教や政治への批判や、最先端技術への複雑な心情などを表現していることが多い。
また正規の調理師とのしての資格も所有しており、出身地のシアトルでレストランを経営していた事もある。
2005年頃から2型糖尿病を患っていた。しかし糖尿病であるにもかかわらず断酒できない状態が続いていた。ジム・シェパードの脳腫瘍手術、バンド全体のアルコール依存症などの健康問題が2011年のネヴァーモアの分裂を招く一因となった。
また、糖尿病とアルコール依存症による衰弱が彼の死の原因ともなった。

## ディスコグラフィ

### Serpents Knight
- Released From the Crypt (1983)
- Silent Knight...of Myth and Destiny (2010・コンピレーション)(Disc one vocals)

### サンクチュアリ
- Refuge Denied (1987)
- Into the Mirror Black (1989)
- Into the Mirror Live (1991)
- The Year The Sun Died (2014)

### ネヴァーモア
- Nevermore (1995)
- In Memory (EP, 1996)
- The Politics of Ecstasy (1996)
- Dreaming Neon Black (1999)
- Dead Heart in a Dead World (2000)
- Enemies of Reality (2003, remixed/remastered in 2005)
- This Godless Endeavor (2005)
- The Year of the Voyager (2008)
- The Obsidian Conspiracy (2010)

### ソロ
- Praises to the War Machine (2008)

### ベヒーモス(ゲスト参加)
- The Apostasy (2007)